# Kawalimukti
Kawalimukti is een bestuurslaag in het regentschap Ciamis van de provincie West-Java, Indonesië. Kawalimukti telt 3890 inwoners (volkstelling 2010).